# Pasquale Pinto (scrittore)
Pasquale Pinto (Taranto, 15 aprile 1940 – Taranto, 6 dicembre 2004) è stato uno scrittore, poeta e saggista italiano.

## Biografia
Operaio presso l'Italsider, ebbe fin da piccolo la vocazione per lo scrivere. Pasquale Pinto è considerato rappresentante della cosiddetta "letteratura operaia".
La sua prima pubblicazione fu nel 1971 con Jonica (Edizioni del Centro sociale Magna Grecia), a cui seguirono In fondo ad ogni specchio (In Primo Piano) nel 1976 e Il capo sull'agave (Edizioni del Centro sociale Magna Grecia) nel 1979. De Il parco depresso (Pentapress) non si conosce la data di pubblicazione.
Nel 1992 l'Amministrazione Comunale di Taranto ha pubblicato il poemetto La terra di ferro. Sono seguite, a cura della Biblioteca della Provincia di Taranto, le raccolte Poemetti (1995) e I mari della corte (2003).
Collaborò al "Corriere del Giorno" e a "Dialogo".
Hanno recensito la sua opera, tra gli altri, Giacinto Spagnoletti e Giorgio Caproni. 
Nel 2023 la casa editrice Marcos y Marcos ha pubblicato l'antologia La terra di ferro e altre poesie, a cura di Stefano Modeo.

## Opere
- Jonica, Edizioni Centro sociale Magna Grecia, 1971
- In fondo ad ogni specchio, In Primo Piano Editrice, 1976
- Il capo sull'agave, Edizioni Centro sociale Magna Grecia, 1979
- Il parco depresso, Edizioni Pentapress
- La terra di ferro, Comune di Taranto – Assessorato alla Cultura, 1992
- Poemetti, Biblioteca della Provincia di Taranto, 1995
- I mari della corte, Biblioteca della Provincia di Taranto, 2003